# Ichneumon gracilicornops
Ichneumon gracilicornops är en stekelart som beskrevs av Heinrich 1961. Ichneumon gracilicornops ingår i släktet Ichneumon och familjen brokparasitsteklar. Inga underarter finns listade i Catalogue of Life.